# Erny Kirchen
Ernest "Erny" Kirchen (nascido em 7 de abril de 1949) é um ex-ciclista luxemburguês.
Participou nos Jogos Olímpicos de 1972, realizados em Munique, na então Alemanha Ocidental, onde competiu na prova individual do ciclismo de estrada e terminou em vigésimo sétimo.